# Hogwarts Legacy
Hogwarts Legacy és un videojoc de rol d'acció de món obert ambientat al segle xix en el Món Màgic desenvolupat per Avalanche Software i publicat per Warner Bros. El joc va ser publicat per a Windows, Nintendo Switch, PlayStation 4, PlayStation 5, Xbox One i Xbox Sèrie X/S el 2023.

## Trama
Hogwarts Legacy té lloc a la fi del segle xix, la història segueix un estudiant que comença tard els estudis a Hogwarts, al cinquè curs.
El personatge del jugador és la clau d'un "antic secret que amenaça de destrossar el Món Màgic", és capaç de manipular una màgia antiga misteriosa, i haurà d'ajudar a descobrir per què aquesta màgia oblidada ha renascut de sobte i a desemmascarar els que alhora miren de treure'n profit. El personatge del jugador interaccionarà amb PNJ vists dins la franquícia de Hogwarts, inclosos Nicholas de Mimsy-Porpington (Nick-de-poc-sense-cap), La Senyora Grassa i Peeves. També li seran presentats PNJ nous, com ara el professor Eleazar Fig, que li farà de mentor, altres ensenyants, Ranrok, el cap de la Rebel·lió dels gòblins i Victor Rookwood, el cap dels bruixots de les Forces del Mal.

## Jugabilitat
Hogwarts Legacy és un videojoc de rol d'un jugador de món obert amb nombroses opcions de dificultat i accessibilitat, mentre que hom segueix classes a l'Escola de Bruixeria Hogwarts, com ara Encanteris, Defensa Contra les Forces del Mal, Botànica i Pocions. Podran ésser explorats indrets de la franquícia Harry Potter, inclosos el Bosc Prohibit, el banc de bruixots Gringotts, la vila de Hogsmeade, i també indrets encara mai no vists com la sala comú de Hufflepuff. A mesura que el jugador progressa dins el joc podrà veure com aquests indrets canvien visualment en funció del temps de l'any.
A la creació del personatge el jugador pot triar-ne l'aparença, la casa i el sexe. Els jugadors podran personalitzar la veu del personatge, el cos i la vareta. Avançar de nivell donarà al jugador accés a talents, milloraments i habilitats. El joc inclourà també elements de personalització ambiental, els jugadors podran modificar la Sala de la Necessitat a mesura que pugen de nivell.
El personatge aprendrà a llançar diversos sortilegis, preparar pocions i dominar habilitats de combat. A mesura que els personatges progressen podran desenvolupar el seu estil de combat propi. Els articles de combat comprats o creats es poden usar per a noure o blocar enemics o bé per a enfortir el personatge. El cavalcar, la cura i l'ensinistrament de les bèsties màgiques hi seran inclosos. Dracs, Trols, Hipogrius i Ensums han estat mostrats en imatges del joc com a criatures amb les quals hom podrà interaccionar. Algunes criatures poden ésser usades en combat com ara l'ús de la mandràgora per a atordir els enemics.
Un sistema de moralitat jugarà un paper al joc. El sistema de moralitat prendrà en compte l'habilitat del jugador d'aprendre certs sortilegis com el Malefici de la Mort Obitus per Subitum. Els personatges podran establir amistat amb PNJ interaccionables. A mesura que el jugador avança en les relacions aquests companys d'escola esdevindran amics que podran acompanyar el jugador en els seus viatges, desenvolupar les seves habilitats i oferir opcions de diàleg úniques mentre que el jugador descobreix les llurs històries.

## Desenvolupament
El joc actualment és desenvolupat per Avalanche Software, el qual va ser adquirit per Warner Bros. Interactive Entretainment de Disney el gener de 2017. El mateix any, Warner Bros. va establir una etiqueta editorial nova anomenada Portkey Games, que és dedicada a dirigir la llicència del Món Màgic. Segons Warner Bros., la creadora de la franquícia, J.K. Rowling no és implicada directament en el desenvolupament del joc.
El joc és creat usant el motor Unreal Engine. Imatges del joc van ésser filtrades el 2018.
 
Hogwarts Legacy va ser anunciat a un esdeveniment de PlayStation 5 el setembre de 2020, amb plans inicials d'ésser publicat per a Windows, PlayStation 4, PlayStation 5, Xbox One i Xbox Sèrie X/S el 2021. Tanmateix, el 13 de gener de 2021, va ésser anunciat que el joc seria retardat fins a 2022.
El 17 de març de 2022, PlayStation va publicar un vídeo de State of Play a YouTube dedicat a Hogwarts Legacy. La presentació inclou un primera ullada oficial del joc ensems amb alguns altres cops d'ull de Avalanche Software. Una versió per a Nintendo Switch va ésser confirmada.

## Rebuda
Al febrer de 2021, una sèrie de publicacions a les xarxes socials fetes per Avalanche Software i el dissenyador principal de Hogwarts Legacy Troy Leavitt van ésser amplament criticats. Alguns mitjans en línia de caràcter woke van parar esment en el contingut dels seus vídeos a YouTube que no era del seu grat i se'n van clamar. Com a resposta a la controvèrsia que van causar a l'entorn de la seva activitat a les xarxes socials, Leavitt va deixar Avalanche Software i el projecte de Hogwarts Legacy després que Warner Bros li demanàs de dimitir.
Tot seguit que es publicàs el primer tràiler de jugabilitat al març de 2022, el joc va tornar a ésser criticat de part dels wokes pel fet de tenir una trama basada en la repressió d'una rebel·lió de gòblins, perquè acusen les llegendes del Món Màgic d'ésser basades en estereotips antisemites, atès que segons una veu l'origen del mite dels gòblins eren les ànimes dels jueus morts. El criticisme prova de fer creure que el missatge principal del joc és de considerar la minoritat goblin com a l'enemic per haver-se rebel·lat contra llur opressor i lluitar per la igualitat de drets.